# Gravon
Gravon: Real Virtuality je česká videohra z roku 1995. Vytvořili ji bratři Marek a Ondřej Španělé. Jedná se o futuristický vojenský simulátor, který lze považovat za předchůdce hry Operace Flashpoint, za kterým stálo Bohemia Interactive Studio. Hra byla určená pro Atari Falcon a prodávala se i v zahraničí. Nebyla však komerčně úspěšná. Prodalo se přibližně 400 kusů. V roce 2013 vyšel port na MS-Windows.

## Příběh
Hra sleduje pilota bojových vznášedel, který je po tréningu vyslán do pásu kolonizovaných planetek, které však ovládla mafie. Hráč plní různé mise a je povýšen po každé úspěšně dokončené. Když je jakákoliv mise dokončena s nejvyšší hodností (plukovník), zobrazí se outro a hlavní hrdina se vrací domů na Zemi.

## Hratelnost
Hráč ovládá obojživelné vznášedlo, které létá pár metrů nad zemí. V každé misi musí splnit nějaký úkol, jako například projet všemi brankami, nebo zničit rozestavěný kosmodrom. Herní prostředí je poměrně členité. Lze narazit na hory, nížiny, lesy či vesnice. Mise se odehrávají buď v mírném pásu, v tropech nebo polárním pásu. Při plnění misí bude bojovat proti nepřátelským strojům tvořeným například vznášedly, tanky a také vrtulníky. Hra nechává hráči v řadě věcí volný prostor k rozhodování. Někde může zvolit přímý boj, jinde utéct či zahrát si s nepřítelem na schovávanou v členitém terénu. Při boji je nutné vzít v potaz setrvačnost vozidla a zákon akce a reakce.

## Po vydání
Původně byla v plánu verze pro Atari Jaguar, ta však byla zrušena. Autoři se po finančním neúspěchu hry zaměřili na tvorbu střílečky Rio Grande. Po dvou měsících vývoje bylo vydáno demo, ale hra byla nakonec zrušena. Teprve v roce 1997 začaly práce na novém projektu, Poseidon (nebo též Dawn of Flashpoint). Tento projekt se postupně změnil v Operaci Flashpoint. Ta již vznikala pod firmou Bohemia Interactive Studio a vyšla v roce 2001. Jednalo se o velmi úspěšný počin, který sklízel kladné recenze a dobře se prodával.
V roce 2013 byla vydána early access verze hry Take on Mars. Do této hry byl zabudován Gravon, který si hráč může zahrát na automatu ve výzkumném středisku a nebo jej spustit samostatně.

## Požadavky
Minimální požadavky Falcon verze: Falcon'030 4Mb, Pevný disk, Klávesnice, Joypad, RGB nebo VGA Monitor.

## Hodnocení
V Česku se hra setkala s pozitivními ohlasy. Od elektronického časopisu Narsil si hra odnesla 88 % a časopis Level ji označil za dosud nejlepší českou videohru. Recenzenti chválili technické zpracování i hratelnost.